# Uale Mai

a Compétitions nationales et continentales officielles uniquement.

b Matchs officiels uniquement.
Dernière mise à jour le 5 juin 2019.
Uale Mai Vala, né le 20 juillet 1978 à Vailoa (en) (Samoa), est un joueur international samoan de rugby à XV et de rugby à sept.